# SIAM SHADE III
『SIAM SHADE III』（シャムシェイド スリー）は、1996年10月2日に発売されたSIAM SHADEのメジャー2ndアルバム（インディーズ時代と通算で3枚目）である。

## 概要
前作『SIAM SHADE II』から約1年ぶりのオリジナルアルバム。今作ではシングル曲はリリースしていないため全て初収録のアルバムとなったが、収録曲「Why not?」は後にシングルカットされた。メジャーデビュー後のオリジナルアルバムとしては、全9曲と最少である。
このアルバムのキャッチコピーは『このサウンドは、もはや犯罪だ。』
累計売上枚数は、約3.4万枚。

## 収録曲
| 全作詞・作曲・編曲: SIAM SHADE名義。 |                                                               |                |                |      |
| #                                    | タイトル                                                      | 作詞           | 作曲・編曲     | 時間 |
| 1.                                   | 「Why not?」(原曲詞：KAZUMA)                                  | SIAM SHADE名義 | SIAM SHADE名義 | 4:50 |
| 2.                                   | 「LOVESICK〜You Don't Know〜」(原曲詞：HIDEKI)                | SIAM SHADE名義 | SIAM SHADE名義 | 3:37 |
| 3.                                   | 「Destination Truth」(原曲：DAITA／作詞：HIDEKI)              | SIAM SHADE名義 | SIAM SHADE名義 | 4:14 |
| 4.                                   | 「CUM WITH ME」(原曲：DAITA／作詞：HIDEKI)                    | SIAM SHADE名義 | SIAM SHADE名義 | 3:37 |
| 5.                                   | 「Sin」(原曲：DAITA／作詞：HIDEKI)                            | SIAM SHADE名義 | SIAM SHADE名義 | 6:00 |
| 6.                                   | 「PRIDE」(原曲詞：KAZUMA)                                     | SIAM SHADE名義 | SIAM SHADE名義 | 3:43 |
| 7.                                   | 「LET IT GO」(原曲：DAITA／作詞：HIDEKI)                      | SIAM SHADE名義 | SIAM SHADE名義 | 4:57 |
| 8.                                   | 「Dazed and Alone」(原曲詞：HIDEKI)                           | SIAM SHADE名義 | SIAM SHADE名義 | 4:09 |
| 9.                                   | 「Don't Tell Lies」(DAITA／作詞：HIDEKI & ティム・ジェンセン) | SIAM SHADE名義 | SIAM SHADE名義 | 5:07 |
| 合計時間:                            | 合計時間:                                                     | 40:14          |                |      |

### 楽曲解説
1. Why not?
後に3rdシングルとしてアレンジの変更を行いシングルカットされた。
2. LOVESICK〜You Don't Know〜
原曲とは別に二つのバージョン違いの音源が存在している。一つは1998年に発売された4thアルバム「SIAM SHADE V」の購入応募特典としてアンプラグド・バージョンが収録された8cmCDが配布され、のちにボックスセット『SIAM SHADE X 〜THE PERFECT COLLECTION〜』にも収録された。もう一つは、全英語詞で書かれたバージョンが2000年に発売されたミニアルバム『SIAM SHADE VII』に収録されている。
ベストアルバム『SIAM SHADE XI COMPLETE BEST 〜HEART OF ROCK〜』の収録曲を決めるファン投票で2位を記録した。
3. Destination Truth
4. CUM WITH ME
5. Sin
1分45秒に及ぶイントロから始まり、今作の中で最も再生時間が長い楽曲となっている。
6. PRIDE
この曲のライブバージョンが、10thシングル「曇りのち晴れ」に収録されている。
『SIAM SHADE XI COMPLETE BEST 〜HEART OF ROCK〜』のファン投票で28位を記録した。
7. LET IT GO
歌詞に、今作のアルバムのタイトルが使われている。
8. Dazed and Alone
9. Don't Tell Lies
全英語詞である。
「LOVESICK〜You Don't Know〜」と同じく、『SIAM SHADE VII』に収録されている。
『SIAM SHADE XI COMPLETE BEST 〜HEART OF ROCK〜』のファン投票で3位を記録した。